# Braniff International Airways
A Braniff International Airways foi uma companhia aérea dos Estados Unidos fundada em 1928 por Paul Revere Braniff, que chegou a ser uma das principais do país e que encerrou suas atividades em 1982.

## Frota

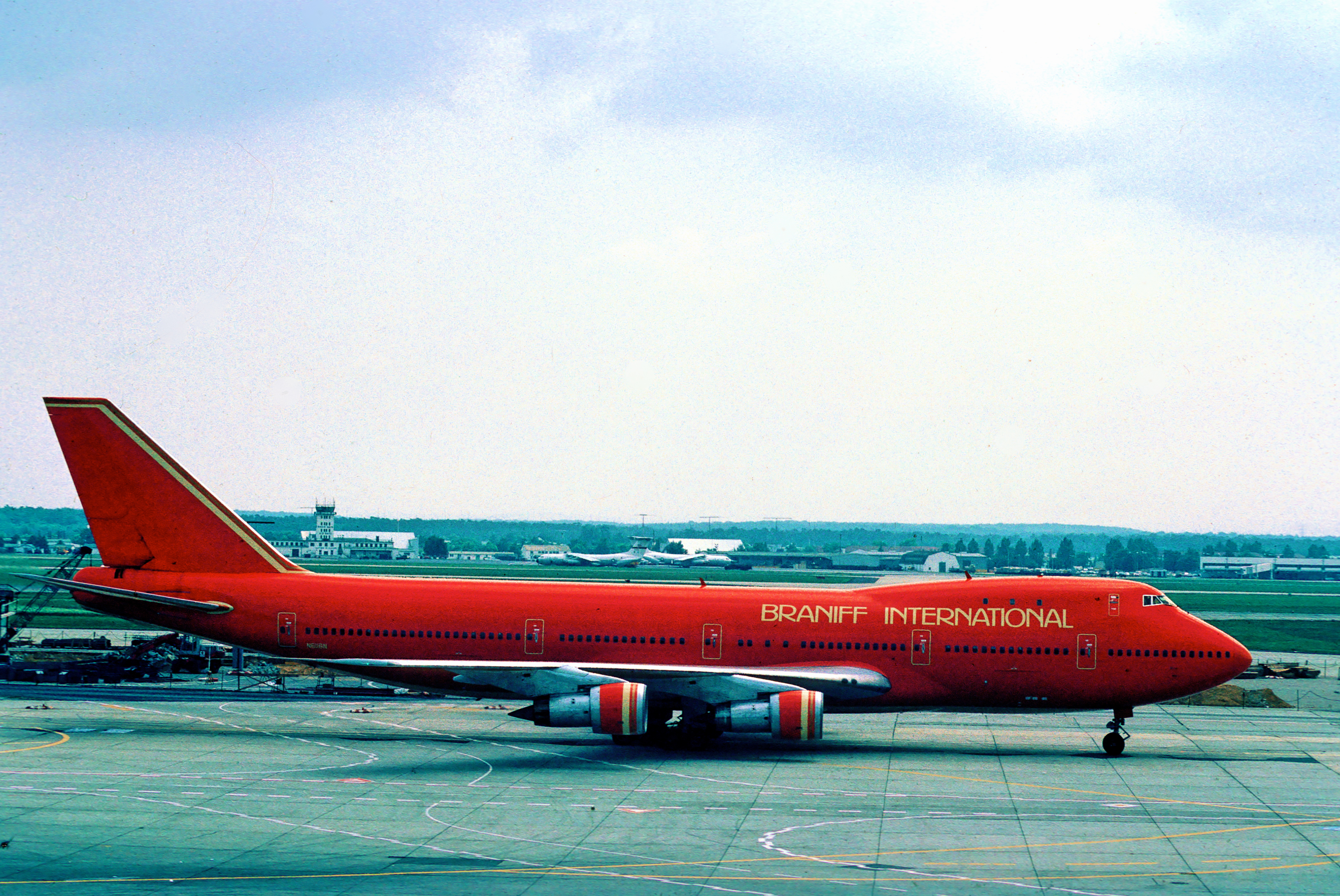
Boeing 747-200 da Braniff International Airways.

Em 1980:
- Boeing 727-100
- Boeing 727-200
- Boeing 747-100
- Boeing 747-200
- Boeing 747SP
- Douglas DC-8
- Douglas DC-8-62